# میستر گی یوکی

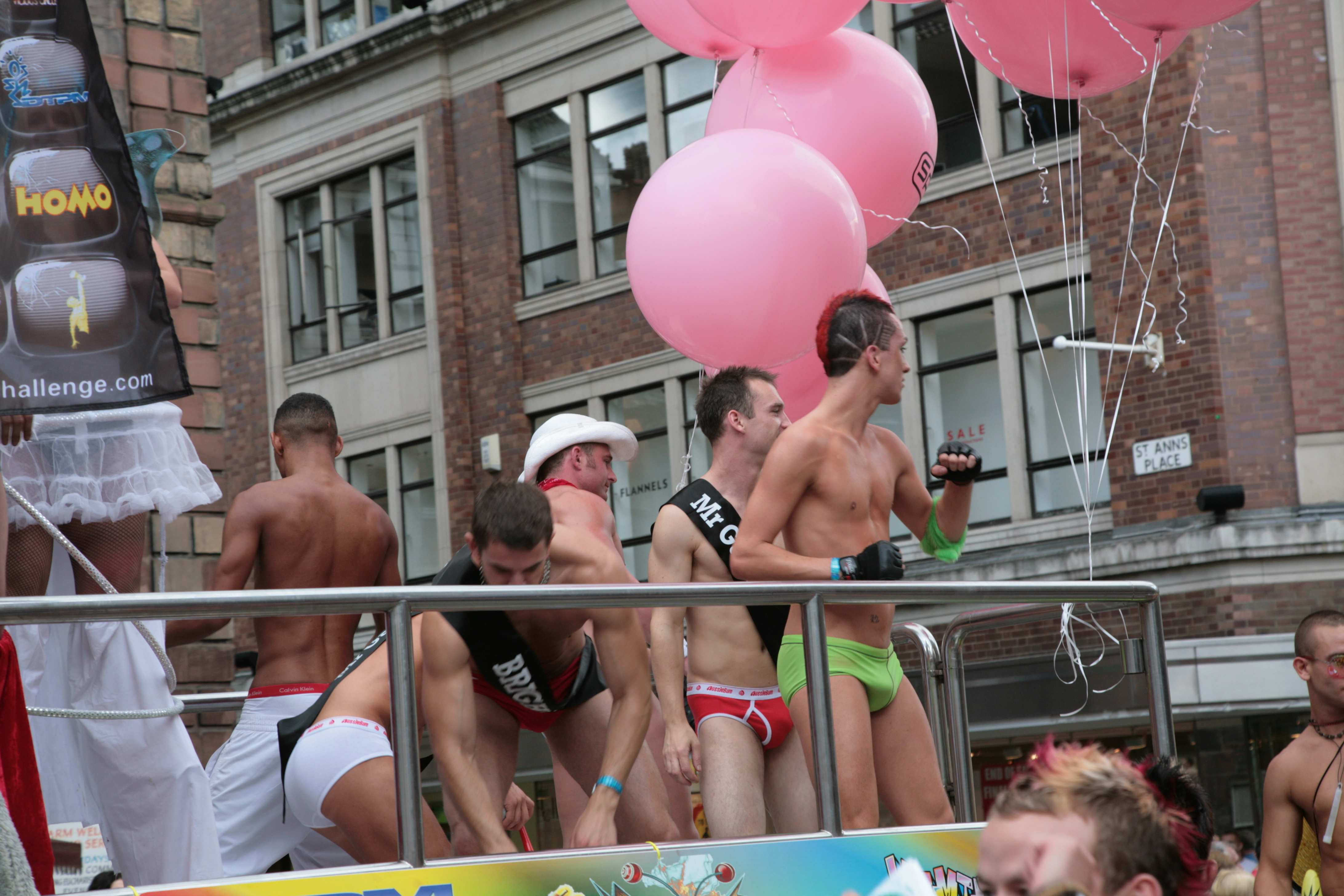
عده ای از شرکت کنندگان این مسابقه در رژه ی افتخار در منچستر

میستر گی یوکِیْ (انگلیسی: Mr Gay UK) یک جشنواره زیبایی ویژه مردان همجنسگرای اهل پادشاهی متحده است.